# Бромберг Давид Семенович
Дави́д Семе́нович Бро́мберг (* 27 листопада 1915, Гайсин, Подільська губернія — † 1998, Москва) — єврейський та російський поет, писав російською та їдиш. 1978 — член Союзу письменників СРСР, нагороджений медалями.

## Життєпис
Закінчив середню єврейську школу, 1932 року приїздить до Москви, учиться на робфаці при Педагогічному інституті ім. Бубнова.
1932 року надрукований його перший вірш, друкувався в центральній дитячій газеті на єврейській мові «Зай грейт» в Харкові та іншій періодиці.
1937 року вийшла збірка «Осінь».
Працював коректором при газеті «Дер емес», по тому — художником-оформлювачем.
Учасник Другої світової війни, після демобілізування повертається до Москви, працює гравером.
1961 року друкується його цикл віршів «Про Ю. Гагаріна»,
- 1965 — «Бути на землі»,
- 1969 — «Рік за роком».
- 1977 року виходить віршована збірка «Елтер аф а йор» («Старше на рік»),
- 1978 — «Грое штейнер» («Сиве каміння»),
- 1982 — «Нитки року»,
- 1991 — «Трава з шкіри».

Його дружина, Кізнер Лея Борисівна — також родом з Гайсина, одна із створювачів «катюш» та ракет з атомною боєголовкою, докторка технічних наук, згодом проживала в Канаді.